# 馬思霖
馬思霖（葡萄牙語：Marceline Ma Si-lam，1993年6月3日—），暱稱「麗珍」，澳門女演員、模特兒。

## 生平
馬思霖大學時期入讀傳播學系。後於澳門演藝學院戲劇學校進修，2022年畢業。
因在澳門YouTube頻道飛夢映畫的短片演出而受到注意，經常使用的角色名稱「麗珍」，亦成為其暱稱。2022年起主要向舞台劇演員方向發展。

## 參演作品

### 網絡劇
- 2017年：《千里之行》[7]
- 2018年：《細味人生》[7]

### 舞台劇
- 《九聲》[8]
- 《枕頭人》[6]
- 《國民家庭》[9]
- 《雅克和他的主人》[10]

### 電影
- 2021年：《熱唱吧》（客串；飛夢映畫製作，約於2019年拍攝）[11]

### 微電影
- 2023年：飛夢映畫《十年的我們Still us》

### 節目主持
- 《旅癮我最大》[12]

## 備註
1. ↑  按訪問片段1:20及5:22[3]
2. ↑  按訪問片段1:00[3]

## 外部連結
- 馬思霖的Instagram帳戶